# Sanyi (socken i Kina, Inre Mongoliet)
Sanyi (kinesiska: 三义, 三义乡) är en socken i Kina. Den ligger i den autonoma regionen Inre Mongoliet, i den norra delen av landet, omkring 540 kilometer nordost om regionhuvudstaden Hohhot.
Genomsnittlig årsnederbörd är 549 millimeter. Den regnigaste månaden är juni, med i genomsnitt 149 mm nederbörd, och den torraste är februari, med 4 mm nederbörd.